# Natascha Wodin

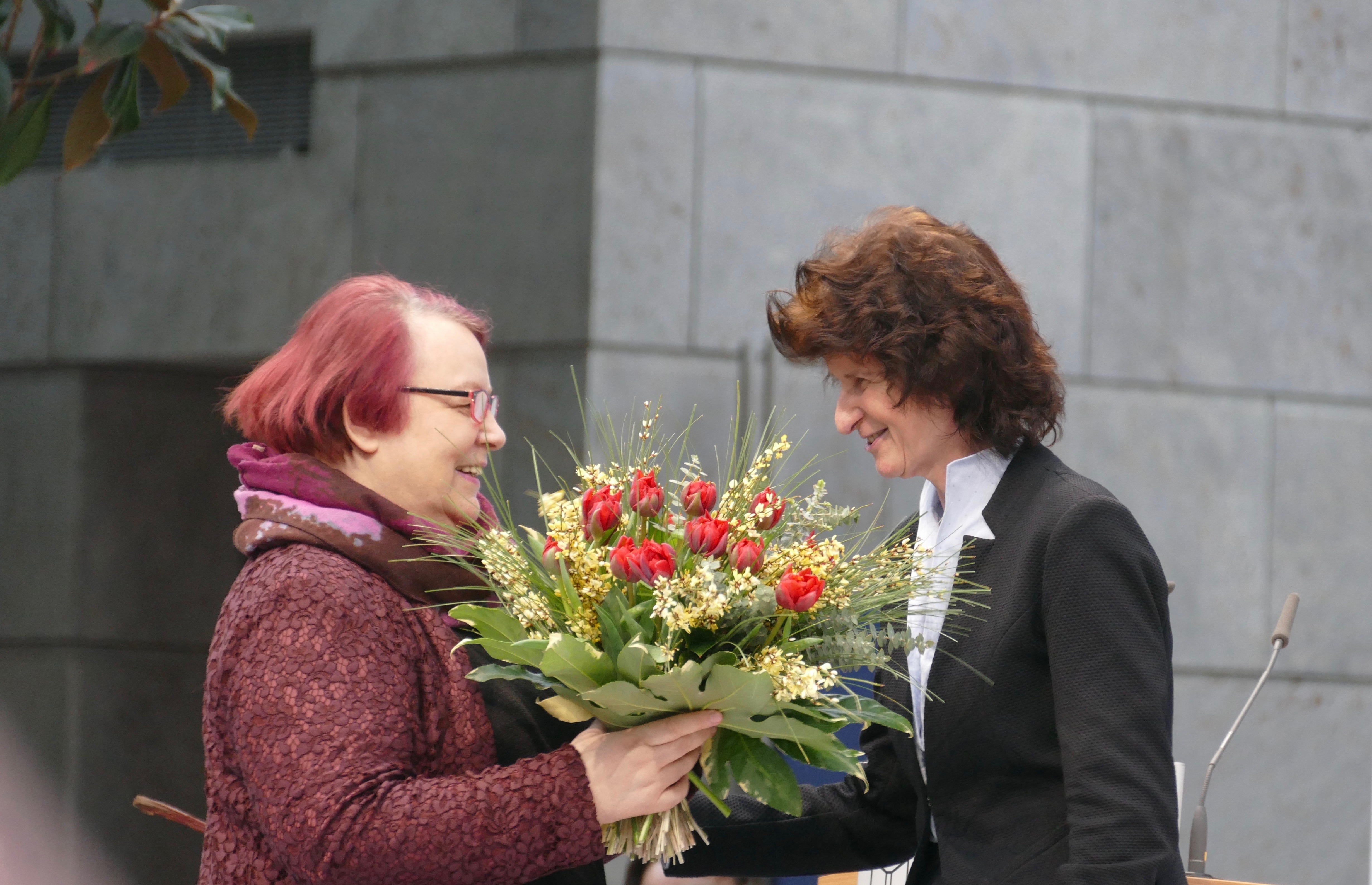
Natascha Wodin při udílení Ceny Lipského knižního veletrhu za beletrii v roce 2017

Natascha Wodin (rodné jméno Natalja Nikolajewna Wdowina; * 8. prosince 1945, Fürth) je německá spisovatelka a překladatelka z ruštiny rusko-ukrajinského původu. Ačkoliv je její mateřštinou ruština, vyrůstala v Německu a vyjadřuje se ve své literární tvorbě výlučně německy. Za autobiografické dílo, Sie kam aus Mariupol, obdržela v roce 2015 Cenu Alfreda Döblina a dva roky později Cenu Lipského knižního veletrhu za beletrii.

## Život a dílo
Je potomkem ukrajinsko-ruských rodičů, zavlečených v roce 1944 na nucené práce do Německa z bývalého Sovětského svazu. Jako dítě vyrůstala v německých táborech pro vysídlené osoby (anglicky tzv. for displaced persons). Její matka, Jevgenija Jakovlevna Ivaščenko (* 1920, Mariupol – † 1956), spáchala po opakovaných vyhrůžkách v Německu sebevraždu. Její otec Nikolaj, jenž byl o 20 let starší nežli jeho žena Jevgenija, ji přežil, avšak nikdy o tom, co se v rodině stalo, nehovořil.
Její spolužáci na ní nazírali z důvodu jejího původu nevraživě (německy např. „als verhasstes Russenkind galt“); v jejích dílech je pak patrný pocit vnitřní vykořeněnosti (německy das Ausgestoßensein).
V roce 1986 se seznámila s německým básníkem Wolfgangem Hilbigem, jehož pak byla od roku 1994 do roku 2002 manželkou. Wolfgang Hilbig zemřel v roce 2007 ve věku 65 let na rakovinu.

### Přehled děl v německém originále (výběr)
- Sie kam aus Mariupol. 1. vyd. Reinbek: Rowohlt Verlag, 2017. 368 S. (Pozn.: V této silně autobiograficky laděné knize se autorka vydává po původu svojí zemřelé matky.[13][14] Za toto dílo se také stala v roce 2017 laureátkou Ceny Lipského knižního veletrhu v kategorii beletrie.[15])

## Citát o svém životě
„Desetiletí jsem o svém vlastním životě nic nevěděla. Věděla jsem jen, že patřím k jakémusi lidskému odpadu, k nějakému smetí, co tady zbylo od války.“